# Pedaria werneri
Pedaria werneri är en skalbaggsart som beskrevs av Josso och Prévost 2003. Pedaria werneri ingår i släktet Pedaria och familjen bladhorningar. Inga underarter finns listade i Catalogue of Life.